# Litteraturhus (Тронхейм)
Litteraturhuset i Trondheim (норв. Litteraturhuset i Trondheim, букв. литературный дом в Тронхейме) — арт-центр в норвежском городе Тронхейм, основанный в 2011 году без собственного помещения; снимает помещение в «музейном квартале» города, образованном бывшей пожарной частью и библиотекой — в 2013 году в том же помещении разместился и Кунстхалле Тронхейма (норв. Kunsthall Trondheim). Формально центр открылся 15 октября 2016 года, успев провести до этого целый ряд художественных мероприятий.

## История и описание
После открытия «Литературного дома» в Осло, состоявшегося осенью 2007 года, сразу в нескольких городах Норвегии появились инициативные группы, выступавшие за создание аналогичных учреждения. Успех столичной организации, которую уже в первые годы существования посещало более 250 000 человек в год, способствовал популяризации идеи о создании сети подобных центров. Берген стал первым городом, где данные планы были реализованы — помещение площадью около 2000 м² было открыто в январе 2013 года.
В 2008 году ассоциация писателей Тронхейма («Trøndersk Forfattarlag») начала систематически работать над созданием «литературного дома» по образцу в Осло: группа авторов создала рабочую группу для изучения потенциальных возможностей. Группа работала совместно с муниципалитетом, чтобы найти решение — они также пытались найти партнеров и спонсоров, которые могли бы оказать поддержку проекту. С самого начала бывшее здание главного пожарное депо упоминалось как место возможного расположения.
В итоге, рабочую группу заменила совместная «Проектная группа для Дома литературы», в которую вошли и представители публичной библиотека города. Менеджер библиотеки Берит Скиллингсаас Нигорд (Nygård) стал руководителем группы в августе 2009 года. Проектная группа создала «временное решение» для «Litteraturhus Trondheim» — библиотека предоставила ему свои помещения для обустройства и деятельности. В 2011 году проектная группа была заменена исполнительным комитетом, в который вошли и представители бизнес-сообщества. В 2011 году сразу несколько муниципальных политиков поддержали идею создания литературного дома — а в декабре 2011 года Фонда культуры выделил 260 000 норвежских крон на создание предварительного проекта; фонд «Fritt Ord» выделил ещё 200 000 крон.
В мае 2012 года группа опубликовала описание проекта Litteraturhus’а в Тронхейме: группа пришла к выводу, что здание «Huitfeldtgården» было лучшим вариантом для размещения учреждения — и в феврале 2012 года фонд «Fritt Ord» предоставил ещё 2 миллиона крон для поддержки будущего учреждения. Годовой бюджет оценивался в 5 миллионов крон. В ноябре 2012 года вопрос был рассмотрен в комитете по культуры муниципалитета. Культурный комитет поддержал проект в целом, но высказался против его размещения в доме «Huitfeldtgården» — в связи с финансовой стороной переоборудования исторического здания. Когда тот же вопрос был рассмотрен городским советом Тронхейма, в декабре, результат был таким же, что и в комитете. Политики попросили провести дополнительное исследование о возможности совместного размещения центра с центральным офисом публичной библиотеки. В ноябре 2012 года мэр города впервые выступил с публичным заявлением по теме: главным возражением было то, что модель содержания и деятельности «литературного дома» (его цели и задачи) была недостаточно продуманы.
В декабре 2012 года совет округа Сёр-Трёнделаг принял решение предоставить свои средства для создания центра — при условии, что муниципалитет также внесёт свой вклад. При этом Litteraturhus уже начал свою деятельность в Тронхейме, прежде чем его концепция была утверждена: инициаторы проекта смогли использовать как свои собственные помещения, так и общественные здания — они проводили мероприятия в соборе Нидарос, в библиотеке, в Визенкене, в Докхусете и в целом ряде других помещений города. Весной 2015 года историк и левый политик Тронд Ам присоединились к руководству проекта, он смог разработать концепцию для литературного дома, которую городские власти сочли «жизнеспособной»; в том же году городской совет решил основать «дом литературы». В итоге удалось прийти к компромиссу, согласно которому центр разместился в одном здании с библиотекой и выставочным залом для произведений современного искусства.

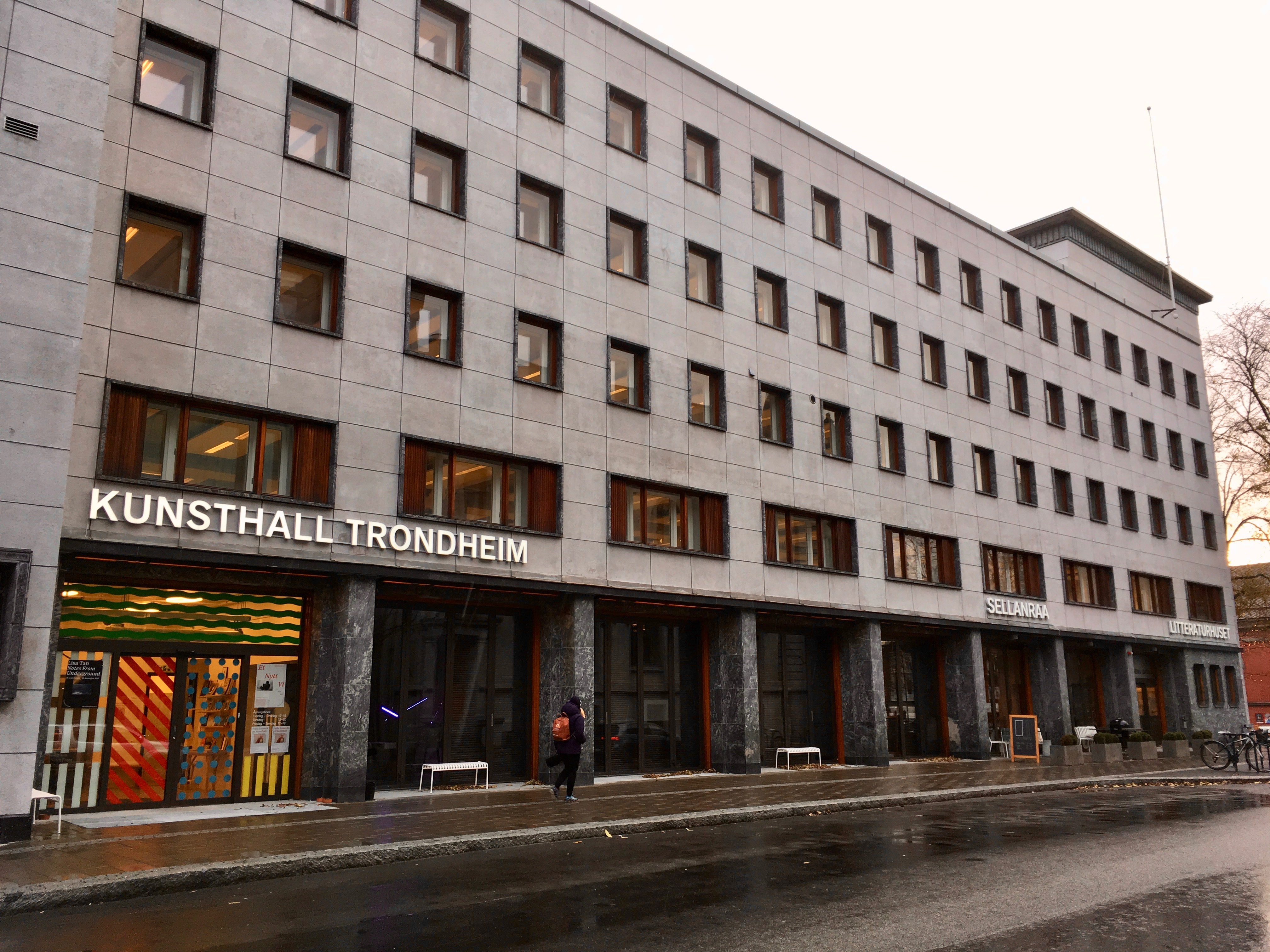
Кунстхалле Тронхейма

### Кунстхалле
Выставочный зал «Kunsthall Trondheim» является художественным музеем, специализирующемся на современном искусстве; он был основан в 2013 году и торжественно открыт 20 октября 2016 года. В качестве выставки-открытия была представлена экспозиция работ группы норвежских и международных авторов, включая произведения Кайсы Дальберг, А. К. Дольвена, Вали Экспорт, Клэр Фонтейн и Александры Пиричи. С 2013 года директором-основателем зала являлась Хелена Холмберг; собственником помещения выступают муниципалитет города Тронхейм и муниципалитет Сёр-Трёнделаг.